# 25257 Elizmakarron
25257 Elizmakarron este un asteroid din centura principală de asteroizi.

## Descriere
25257 Elizmakarron este un asteroid din centura principală de asteroizi. A fost descoperit pe 28 octombrie 1998 la Socorro, New Mexico, în cadrul proiectului LINEAR. Asteroidul prezintă o orbită caracterizată de o semiaxă mare de 2,56 ua, o excentricitate de 0,13 și o înclinație de 2,3° în raport cu ecliptica.